# Monolistra bolei
Monolistra bolei је животињска врста класе Crustacea која припада реду Isopoda и фамилији Sphaeromatidae. 

## Угроженост
Ова врста се сматра угроженом.

## Распрострањење
Словенија је једино познато природно станиште врсте.

## Станиште
Станиште врсте су слатководна подручја.